# Хендри, Дэвид
Дэвид Форбс Хендри (англ. David Forbes Hendry; родился 6 марта 1944, Ноттингем, Англия) — британский экономист, профессор экономики Оксфордского университета.

## Биография
Дэвид родился 6 марта 1944 года в Ноттингем, Ноттингемшир, Англия.
Хендри в 1966 году получил степень магистра искусств с отличием по экономике в Абердинском университете, а через год в 1967 году получил степень магистра наук с отличием по эконометрике в Лондонской школе экономики и политических наук. В 1970 году удостоен докторской степени по экономике в Лондонской школе экономики и политических наук, защитив свою диссертационную работу «Оценка экономической модели с ошибками авторегрессии», а научным руководителем был Денис Сарган.
Преподавательскую деятельность Хендри начал в стенах альма-матера в должности лектора в 1969—1973 годах, затем в должности преподавателя в 1973—1977 годах, а в 1977—1981 годах занимал должность полного профессора эконометрики в Лондонской школе экономики и политических наук. В 1982 году принял предложение занять должность профессора в Наффилд-Колледже при Оксфордском университете. В 1982—1984 годах был также исполняющим обязанности директора Института экономики и статистики при Оксфордском университете. В 1995—2000 годах профессор экономики кафедры Ливерхум, а в 2001—2007 годах председатель экономического факультета Оксфордского университета. В 2003—2006 годах научный сотрудник Совета по экономическим и социальным исследованиям. С 2010 года директор программы экономического моделирования Института нового экономического мышления при Оксфордской школе Мартина. С 2008 года член консультативной группы по прогнозированию для Главного научного консультанта правительства Великобритании.
Является членом редколлегии Oxford Bulletin of Economics and Statistics с 1982 года и Oxford Review of Economic Policy с 1984 года, «Oxford Economic Papers» с 1987 года, International Journal of Forecasting с 1998 года и «Journal of Economic and Social Measurement» с 2003 года, членом консультативного совета Journal of Applied Econometrics с 2002 года, Applied Financial Economics с 2004 года, «European Journal of Pure and Applied Mathematics» с 2010 года. Хендри также является сотрудником Journal of Econometrics с 1997 года, членом эконометрического общества с 1975 года, членом Британской академии c 1987 года.
Хендри был приглашённым профессором экономики университета Дьюка в 1987—1991 годах и Калифорнийского университета в Сан-Диего в 1981 году и в 1984 году, а также Центра исследования операций и эконометрики при Лувенском католическом университете в 1980 году, приглашённым научным сотрудником Австралийского национального университета в 1976 году, приглашённым ассоциированным профессором Калифорнийского университета в Беркли в 1976 году и фонда Коулса при Йельском университете в 1975 году. Был учредителем журнала Econometrics Journal в 1997 году, был членом редколлегии «Empirica» в 1987—2008 годах, совместным редактором Oxford Bulletin of Economics and Statistics в 1982—1992 годах, помощником редактора Econometrica в 1981—1987 годах, редактором Review of Economic Studies в 1971—1975 годах и The Economic Journal в 1976—1980 годах.
Семья
Дэвид Хендри женат и имеет одну дочь.

## Награды
- 1986 — медаль от Хельсинкского университета,
- 1986 — Бронзовая медаль Гая[англ.] Королевского общества Статистики,
- 1987 — почётный доктор права Абердинского университета,
- 1991 — медаль университета Эразмуса[англ.],
- 1991 — почётный иностранный член Американской экономической ассоциации,
- 1992 — дипломированный статистик,
- 1992—1995 — президент Королевского экономического общества[англ.],
- 1994 — почётный иностранный член Американской академии искусств и наук,
- 1995 — почётный вице-президент Королевского экономического общества[англ.],
- 1998 — почётный доктор наук Ноттингемского университета,
- 1999 — президент Британской научной ассоциации,
- 2001 — почётный доктор философии Норвежского университета естественных и технических наук,
- 2001 — почётный доктор экономики honoris causa университета Санкт-Галлена,
- 2001 — почётный сотрудник Международного института прогнозистов[англ.],
- 2002 — почётный доктор права Сент-Эндрюсского университета,
- 2003 — один из 200 наиболее цитируемых экономистов в мире по индексу цитирования научных статей по версии Института научной информации,
- 2006 — почётный доктор философии Лундского университета,
- 2009 — почётный доктор Мадридского университета имени Карлоса III,
- 2009 — возведён в звание рыцаря-бакалавра по случаю Дня рождения королевы в 2009 году[англ.],
- 2010 — почётный член Аргентинской ассоциации политэкономии[англ.],
- 2011 — почётный старший сотрудник Центра для исследований в области экономики в Римини,
- 2012 — премия Исаака Керстенецкого за научные достижения от Международного научно-исследовательского центра по обследованию экономических тенденций[англ.],
- 2012 — академик Академии социальных наук[англ.],
- 2013 — почётный доктор Орхусского университета,
- 2013 — Thomson Reuters Citation Laureates.